# Winter Game
 (janvier 2017).
Si vous disposez d'ouvrages ou d'articles de référence ou si vous connaissez des sites web de qualité traitant du thème abordé ici, merci de compléter l'article en donnant les références utiles à sa vérifiabilité et en les liant à la section « Notes et références ».
Le Winter Game est une rencontre de hockey sur glace jouée en plein air de Ligue Magnus, le championnat de France élite. Organisée pour la première fois en décembre 2013, la seconde édition opposant les Lions de Lyon aux Brûleurs de loups de Grenoble a eu lieu le 30 décembre 2016 au Parc OL de Lyon.

## Éditions
| Année | Lieu                      | Équipe à domicile             | Équipe visiteuse              | Score | Affluence |
| ----- | ------------------------- | ----------------------------- | ----------------------------- | ----- | --------- |
| 2013  | Stade des Alpes, Grenoble | Brûleurs de loups de Grenoble | Diables rouges de Briançon    | 4-5   | 19 767    |
| 2016  | Parc OL, Lyon             | Lions de Lyon                 | Brûleurs de loups de Grenoble | 2-5   | 25 182    |